# ستيف ميلر (رسام)
ستيف ميلر (بالإنجليزية: Steve Miller)‏ هو رسام وفنان أمريكي، ولد في 12 أكتوبر 1951 في بوفالو في الولايات المتحدة.

## وصلات خارجية
- ستيف ميلر على موقع إن إن دي بي (الإنجليزية)